# Prorogation
Als Prorogation (lat. prorogatio fori = Verschiebung des Gerichtsstands vom Lateinischen prorogatio = Ausdehnung; auch: Aufschub sowie forum = Marktplatz) wird im Zivilprozessrecht die Vereinbarung der Parteien eines Rechtsstreits über den anzuwendenden Gerichtsstand bezeichnet.

## Länderberichte
- Deutschland: Prorogation (Deutschland)
- Liechtenstein: Prorogation (Liechtenstein)
- Österreich: Prorogation (Österreich)
- Schweiz: Prorogation (Schweiz)

## Prorogation im Parlament
Bezogen auf das Parlament des Vereinigten Königreichs bedeutet die Prorogation (lat. und en.: Aufschub) den Abbruch der laufenden Session. Geschäfte, die in der laufenden Session nicht abgeschlossen wurden, verfallen – es sei denn, es handelt sich um sogenannte public bills.
Die Prorogation (auch: Parlamentsvertagung bzw. Suspendierung) gehört zu den traditionellen Rechten eines britischen Premierministers und wird von britischen Regierungen üblicherweise einmal pro Jahr (meist im April oder Mai) veranlasst. Sie bekam im Zuge der Brexit-Verhandlungen eine besondere und umstrittene Bedeutung, da der amtierende Premierminister Boris Johnson eineinhalb Monate vor dem Austrittstermin am 31. Oktober 2019 diese hatte einsetzen lassen, ehe der Oberste Gerichtshof des Vereinigten Königreichs diesen Schritt als rechtswidrig entschied.
Auch in der Nationalversammlung in Lesotho ist eine Prorogation möglich und wurde von Premierminister Thomas Thabane mehrfach angewendet.